# Պ
Das Pê (Պ und պ) ist der 26. Buchstabe des armenischen Alphabets. Der Buchstabe stellt den Laut [⁠p⁠] (westarmenisch: [⁠b⁠]) dar und wird im Deutschen mit dem Buchstaben P (westarmenisch: B) transkribiert.
Es ist dem Zahlenwert 800 zugeordnet. 

## Zeichenkodierung
Das Pê ist in Unicode an den Codepunkten U+054A (Großbuchstabe) bzw. U+057A (Kleinbuchstabe) zu finden.